# Olaf Osica
Olaf Konrad Osica (ur. 5 sierpnia 1974) – polski politolog, manager sektora think-tanków, ekspert spraw międzynarodowych, doktor nauk społecznych i politycznych, w latach 2011−2016 dyrektor Ośrodka Studiów Wschodnich im. Marka Karpia.

## Życiorys
W 2000 ukończył studia w Instytucie Stosunków Międzynarodowych Uniwersytetu Warszawskiego. W czasie studiów został stypendystą GFPS na Uniwersytecie Jana Gutenberga w Moguncji (1995). W 2007 doktoryzował się w zakresie nauk społecznych i politycznych w Europejskim Instytucie Uniwersyteckim we Florencji na podstawie pracy pt. NATO Enlargement and Security of Central Europe: A Declining Security Community. 
Swoją karierę analityczną rozpoczynał w latach 1998−2002 w Centrum Stosunków Międzynarodowych. Następnie, w latach 2005−2010, był ekspertem Centrum Europejskiego Natolin w Warszawie. W latach 2005–2011 pracował także jako wykładowca w Instytucie Unii Europejskiej Collegium Civitas. Był też uczestnikiem programów stypendialnych dla liderów opinii w USA i Francji. W swojej pracy badawczej zajmował się głównie tematyką bezpieczeństwa narodowego i międzynarodowego, relacji transatlantyckich oraz stosunków zewnętrznych Unii Europejskiej. 
Od 2010 pełnił funkcję wicedyrektora Ośrodka Studiów Wschodnich, a w latach 2011–2016 był dyrektorem Ośrodka. W latach 2016-2024 pełnił funkcję przewodniczącego Rady OSW, będącej społecznym organem doradczym. 
Pracował jako dyrektor ds. oceny ryzyka w Polityka Insight (2016–2017), dyrektor projektu "Rynki zagraniczne" w PTWP S.A. (2017–2019) i dyrektor ds. badań i rozwoju w serwisie analitycznym SpotData (od 2019). W 2021 został dyrektorem Biura Strategii i Analiz Urzędu m. st. Warszawy. Jego artykuły publikuje m.in. "Tygodnik Powszechny".

## Odznaczenia
W 2015 Bronisław Komorowski odznaczył go Krzyżem Kawalerskim Orderu Odrodzenia Polski.